# Ethmostigmus
Genre
Ethmostigmus est un genre de chilopodes de la famille des Scolopendridae.

## Répartition et habitat
Le genre Ethmostigmus est présent dans la zone tropicale de l'ancien monde.
Il est notamment présent en Afrique tropicale, en Inde, au Sri Lanka,, en Birmanie, au Laos, au Cambodge, au Vietnam, en Malaisie, en Indonésie,, aux Philippines, en Nouvelle Guinée,, en Australie, dans les Îles Salomon et en Polynésie, jusqu'à Tahiti,.
Ce genre se rencontre dans les forêts humides.
Les estimations des dates de diverge des espèces du genre Ethmostigmus suggèrent que celui-ci a commencé à se diversifier au Crétacé supérieur (il y a 99 (± 25) millions d'années) et que le début de son histoire biogéographique façonnée par vicariance coïncide avec la fragmentation du Gondwana.

## Description

### Diagnose
Les antennes sont allongées avec 20 articulations. Le segment terminal est petit et arrondi sur le devant. Le segment basilaire est large avec le bord antérieur transversal. Les dents labiales sont fortes, lancéolées et pointues. Les spiracles sont grands et cribriformes au nombre de 10 paires. Les pattes postérieures sont armées de solides épines.

### Description détaillée
La dent mandibulaire est petite et souvent entièrement absente.

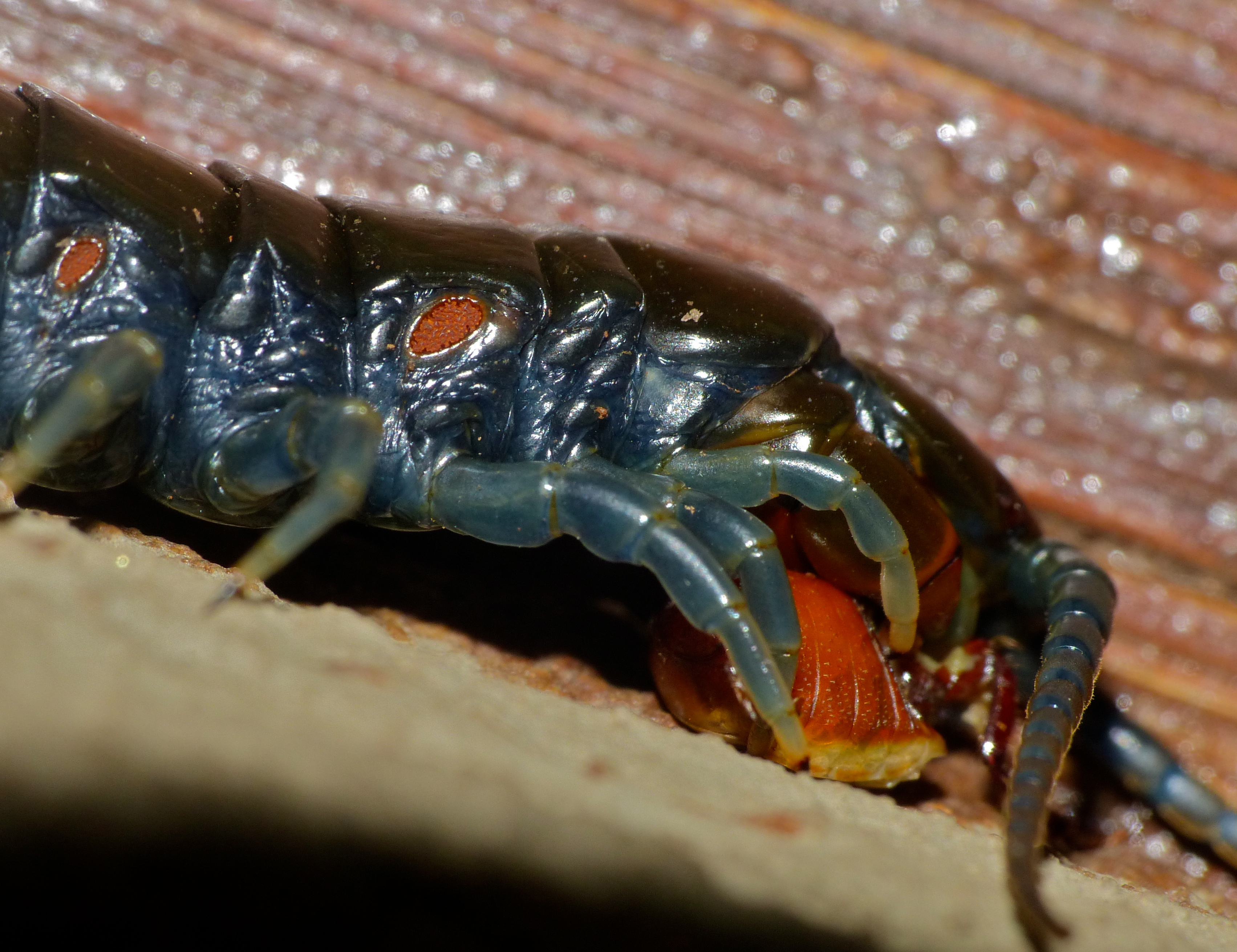
Détail des spiracles cribriformes (en orange) sur les segments 2 et 4 chez Ethmostigmus trigonopodus

Les organes respiratoires ne sont pas fermés par des valves mais extérieurement par de grandes plaques (spiracle) cribriformes, subovales placées verticalement sur les côtés des deuxième, quatrième, sixième, septième, neuvième segments et alternativement sur les segments suivants. Les perforations de ces plaques communiquent intérieurement avec un grand nombre de minuscules conduits trachéaux, un pour chaque perforation, et ne débouchent pas simultanément dans un gros tube trachéale, comme les spiracles valvulaires chez d'autres Scolopendridae. Le plancher de l'atrium forme des bosses entre lesquelles se trouvent les fines ouvertures de la trachée. Le plancher du spiracle est presque au même niveau que la plèvre.
La particularité de la structure des organes respiratoires est associée à une forme de tête très marquée, à de grandes antennes allongées, à des dents labiales pointues et puissantes et à de fortes pattes postérieures dont les fémurs portent de grandes épines pointues.

## Comportement
La description des caractères spécifiques du genre suggère un comportement prédateur marqué.

## Systématique
Le genre Ethmostigmus a été nommé par le zoologiste britannique Reginald Innes Pocock en 1898 pour remplacer les genres pré-occupés Heterostoma Newport, 1844 (par le genre de gastéropode Heterostoma W. Hartmann, 1843) et Dacetum C. Koch, 1847 (par le genre de fourmi Daceton Perty, 1830) et les regrouper.
L'espèce type du genre Ethmostigmus est Ethmostigmus trigonopodus (Leach, 1816) par désignation subséquente.

### Publication originale
- Pocock, R. I. 1898. List of the Arachnida and "Myriopoda" obtained in Funafuti by Prof. W. J. Sollas and Mr. Stanley Gardiner, and in Rotuma by Mr. Stanley Gardiner. Annals and Magazine of Natural History, (7)1: 321-329. (BHL) (p. 327)

## Liste des espèces
Selon ChiloBase

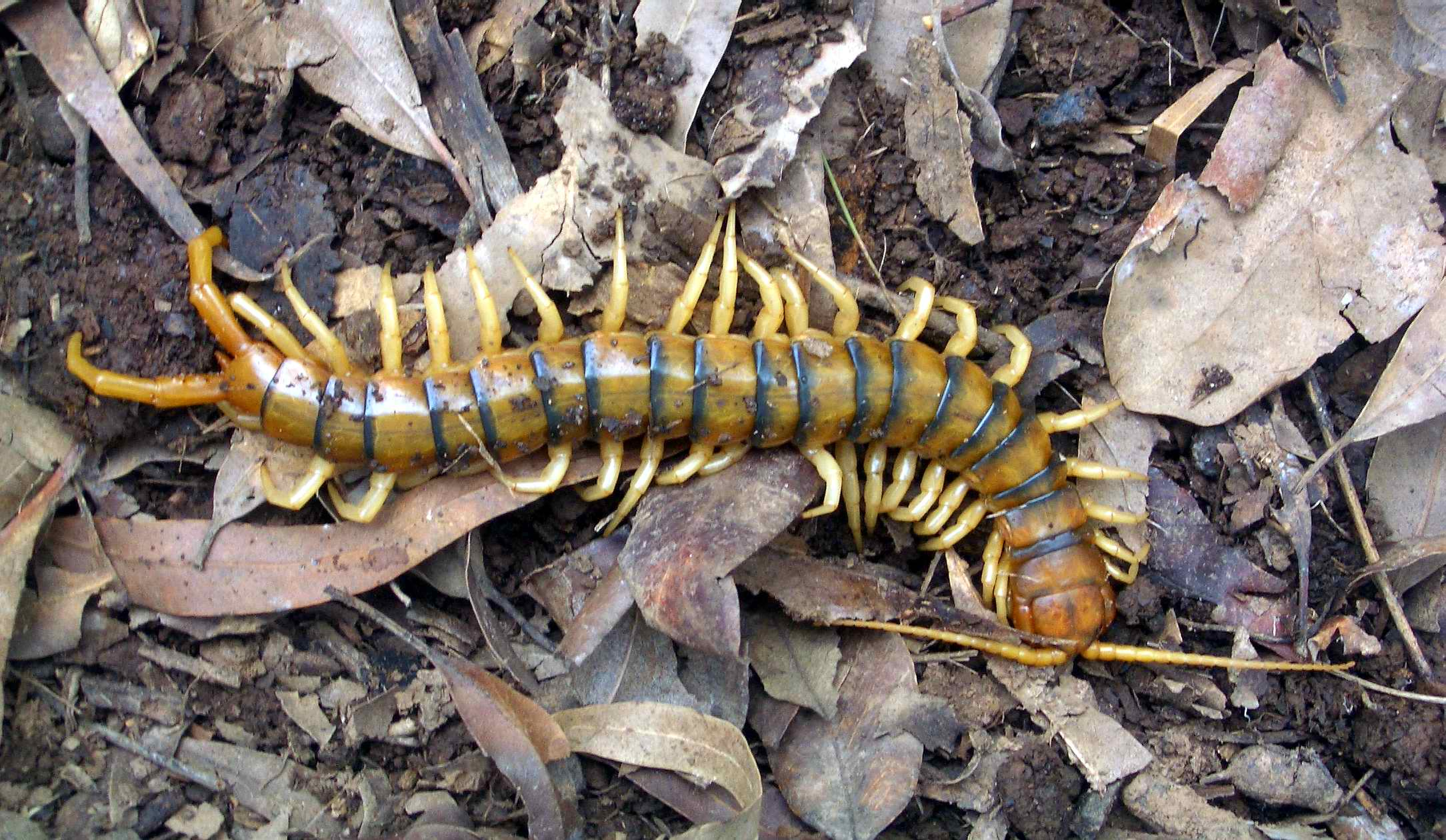
Ethmostigmus rubripes

- Ethmostigmus albidus (Tömösváry, 1885)
- Ethmostigmus californicus  Chamberlin, 1958
- Ethmostigmus coonooranus Chamberlin, 1920
- Ethmostigmus curtipes L. E. Koch, 1983
- Ethmostigmus granulosus Pocock, 1898
- Ethmostigmus muiri L. E. Koch, 1983
- Ethmostigmus nudior L. E. Koch, 1983
- Ethmostigmus pachysoma L. E. Koch, 1983
- Ethmostigmus parkeri L. E. Koch, 1983
- Ethmostigmus pygomegas (Kohlrausch, 1878)
- Ethmostigmus relictus Chamberlin, 1944
- Ethmostigmus rubripes (Brandt, 1840)
- Ethmostigmus rugosus Haase, 1887
- Ethmostigmus trigonopodus (Leach, 1817)[7]
- Ethmostigmus tristis (Meinert, 1886)
- Ethmostigmus venenosus (Attems, 1897)
- Ethmostigmus waiainus Chamberlin, 1920